# Calor de fusão
O calor de fusão é a quantidade de energia necessária para fundir um mol de uma substância ou de um elemento químico.
- Existem três estados físicos nos quais toda matéria pode ser apresentada, dependendo da sua respectiva temperatura : sólido, líquido e gasoso. As trocas de calor entre os três estados físicos podem provocar uma mudança de estado.
  - É chamada fusão a passagem do estado sólido para o estado líquido, e solidificação o caminho contrário;
  - A vaporização é a passagem do estado líquido para o estado gasoso, e  a liquefação ou condensação é o caminho contrário;
  - Tanto a passagem direta do estado sólido para o estado gasoso como seu caminho contrário são conhecidas como sublimação.

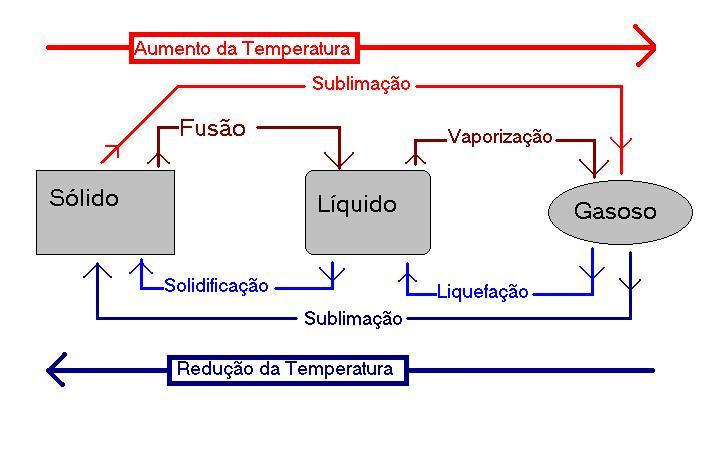
Mudanças de estado físico da matéria.

- A medida que se oferece calor a uma substância sólida, suas partículas começam a vibrar ao redor de um ponto de retículo.

As vibrações tornam-se mais intensas conforme fornecemos calor. No entanto, nenhuma alteração é visível, pois a amplitude é pequena. Aumentando-se a temperatura, aumenta-se o movimento cinético das partículas, até que seja atingido o ponto de fusão da substância. Nesse ponto, as vibrações das partículas são tão energéticas que qualquer quantidade de calor adicionada rompe as ligações entre as partículas vizinhas.

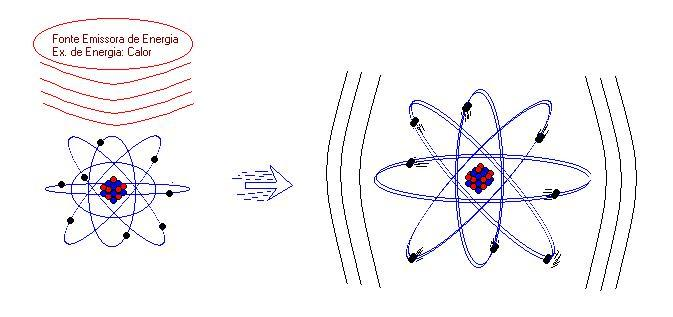
Vibração da molécula.

Nesse momento a energia cinética permanece constante, e por consequência, a temperatura também. Todo calor adicionado aumenta a energia potencial das partículas e esta energia executa um trabalho contra as forças de atração. No ponto de fusão a quantidade de sólido diminiu gradualmente e a de líquido aumenta gradualmente. Define-se como ponto de fusão da substância a temperatura na qual os estados sólido e líquido coexistem.

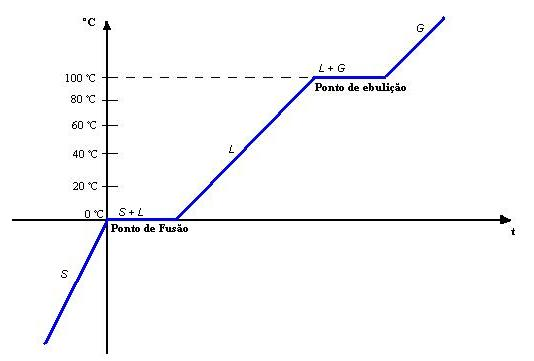
Gráfico da variação da água conforme a variação da temperatura.

- Aplicação em exemplo, tomando como substância a água (gelo)

Se colocar um pedaço grande de gelo numa panela sobre uma fonte de calor, o intervalo de tempo para fundir o gelo sem que sua temperatura se altere também é grande. Durante a fusão, o calor cedido muda o estado físico da substância sem elevar sua temperatura.

Calor (Q) = massa (m) x calor de fusão (Qf)

Você pode determinar a quantidade de calor necessária para fundir 1 grama de gelo do seguinte modo : Pesando um bloco de gelo a 0°C, aproximadamente do tamanho de uma laranja, e coloque num vaso. Aqueça uma quantidade igual de água a 80°C e derrame-a no gelo. Após a fusão total do gelo, a temperatura da água será praticamente igual a 0°C. Cada grama de água inicial cedeu ao gelo, ao esfriar-se, 80 calorias, fundindo igual quantidade de gelo.
Oitenta calorias são a quantidade de calor necessária para fundir um grama de gelo sem elevar sua temperatura.
Um grama de gelo a 0°C somado com oitenta calorias resultam em um grama de água.